# Muhammedkrisen under huden
Muhammedkrisen under huden er en film instrueret af Vibeke Heide Jørgensen.

## Handling
Da Mellemøsten i 2006 står i brand over 12 tegninger af profeten Muhammed, bliver to danske muslimer samtidig genstand for hele verdens opmærksomhed. Folketingspolitikeren Naser Khader og talsmanden for 27 muslimske organisationer Ahmed Akkari forsøger hver for sig at forklare omverdenen, hvad der egentlig foregår i Danmark. Men her hører ligheden også op. For de to mænd er hinandens indædte modstandere i det muslimske miljø. Mens Naser Khader stiller sig i spidsen for Demokratiske Muslimer, taler Ahmed Akkari på vegne af de muslimer, der har opfattet tegningerne som en krænkelse. Filmen følger de to mænd tæt i de hektiske uger, hvor de fra hvert sit miljø og med hver sin baggrund forsøger at komme ud med deres vidt forskellige budskaber. En ulige kamp, hvor danskerne og medierne på forhånd har bestemt sig til, hvem der skal lyttes til - og hvem der er dømt ude. Filmen kan ses med og uden danske og engelske undertekster.